# فرمانده کل نیروهای زمینی روسیه
فرمانده کل نیروهای زمینی روسیه (انگلیسی: Commander-in-Chief of the Russian Ground Forces) ارشدترین جایگاه در نیروی زمینی روسیه است، که فرماندهی و کنترل کلیه تیپ‌ها، لشکرها، سپاه‌ها و ارتش‌های نیروی زمینی این کشور را برعهده دارد.
فرمانده کل نیروهای زمینی روسیه توسط رئیس‌جمهور روسیه منصوب می‌شود، عضوی از ستاد کل نیروهای مسلح فدراسیون روسیه است و به رئیس ستاد کل روسیه گزارش می‌دهد. پیشینه شکل‌گیری این سمت به دوره امپراتوری روسیه برمی‌گردد. از سال ۱۹۹۸ تا ۲۰۰۱، این سمت به‌طور خلاصه رئیس اداره اصلی نیروهای زمینی نامیده می‌شد. فرمانده کل فعلی نیروهای زمینی روسیه ژنرال آندری موردویچف است که از ۱۵ مه ۲۰۲۵ در این سمت مشغول به کار است.